# Goodyera vittata
Goodyera vittata là một loài thực vật có hoa trong họ Lan. Loài này được Benth. ex Hook.f. mô tả khoa học đầu tiên năm 1890.